# (1919) Clemence
(1919) Clemence (1971 SA) – planetoida z grupy pasa głównego asteroid okrążająca Słońce w ciągu 2,7 lat w średniej odległości 1,94 j.a. Odkryta 16 września 1971 roku.